# Artur Auladell
Artur Auladell Alfaro (El Masnou, (Barcelona); 2 de diciembre de 1938) es un exjugador de baloncesto español.

## Trayectoria
Se inicia en el mundo del baloncesto  con 15 años en su El Masnou natal. Con 17 años, en edad juvenil es fichado por la cantera del Joventut de Badalona, equipo donde llegaría al primer equipo, y donde jugaría hasta los 24 años, luego jugaría en el UE Mataró  durante 6 años, siendo entrenado por Antoni Serra, después se retiró durante dos años, y volvió a la práctica activa del baloncesto fichando por el Pineda de Jordi Parra, equipo donde jugaría 2 años, retirándose ya definitivamente con 34 años.

## Internacionalidades
Fue internacional con España en 28 ocasiones
. Participó en los siguientes eventos:
- Juegos Mediterráneos de 1959: 2 posición.
- Juegos Mediterráneos de 1963: 2 posición.
- Eurobasket 1959: 15 posición.
- Eurobasket 1963: 7 posición.